# 川岸上子
川岸 上子（かわぎし じょうこ、2月7日 - ）は、日本の女性声優。大阪府出身。ネクシード所属。

## 来歴
青二塾大阪校、パフォーミング・アート・センター出身。

## 人物
趣味は写真、散歩、音楽鑑賞。

## 出演

### テレビアニメ
- のりものまん モービルランドのカークン（2020年 - 2022年、フェリーニ、カビタン、バスさん、ポンプのママ、クララ、フォークリフトたち、ミーちゃん、キャビアテンダント、コゲポン、ピーちゃん、ドロン、ケイト 他）
- キングダム（2022年、女官、晶、侍女）
- チェンソーマン（2022年、女性OL、女性社員）

### 劇場アニメ
- タポルージャ（2014年、タポルージャ）
- 囀る鳥は羽ばたかない The clouds gather（2020年、矢代〈少年時代〉）

### ゲーム
- 誰ガ為のアルケミスト（2016年、コーデリア）
- ボーダーランズ3（2019年、ヴァルキリー）
- オランピアソワレ（2020年）
- サイバーパンク2077（2020年、カリナ・リー、スージー 他）

### 吹き替え

#### 映画
- アフターパーティー（オーウェン〈少年〉、オーウェンの母、アフロの女 他）
- ウィーク・オブ・ウェディング（ミセス・カッツ/ケリー）
- エスケイプ・フロム・イラク（エジェ）
- エッジ・オブ・バイオレンス（エリー）
- エンド・オブ・アース 地球最期の日（パトリシア）
- 男と女（セナ）
- ガン・ドッグ（ニッキー）
- グレースフィールド・インシデント（ジュリア）
- THAT/ザット ジ・エンド
- ザ・レイジ 果てしなき怒り（ディアナ）
- シックスヘッド・ジョーズ（レベッカ、マリア）
- ジュラシック・ユニバース（ベイリー、アリソン）
- スウィート17モンスター
- スピード・スクワッド ひき逃げ専門捜査班（ウ・ソニョン）
- セイビング・レニングラード 奇跡の脱出作戦（リューシャ）
- デイ・アフター・トゥモロー2020（ブリー）
- ディヴァイン・フューリー/使者（テレサ、スジンの母）
- ディストラクションZ（タラ）
- 天下無敵のジェシカ・ジェームズ（デジャナ）
- ドアロック（パク係長）
- 特殊部隊ウルフ・スクワッド（ギョクチェ、エジェ、ケマル〈少年〉）
- トレイン・ミッション（エヴァ〈クララ・ラゴ〉）
- 名もなき復讐（チョ・ウォンギョン、ジャリョン、チャ代理）
- 犯人は生首に訊け（ヨンフン）
- ファイナル・レベル エスケイプ・フロム・ランカラ（レイ）
- 4デイズ・イン・イラク（ファティマ、ディーナ）
- ブラック・ウィッチ
- ベター・ウォッチ・アウト クリスマスの侵略者（アシュリー）
- ボイス・フロム・ザ・ダークネス（カルロッタ、カルロッタの母）
- ホーム・アゲイン（トレイシー）
- ボストン ストロング ダメな僕だから英雄になれた（ブリアンナ、ジャッキー）
- マイル22（ナイト〈ジェニーク・ヘンドリックス〉）
- ミュータンツ 光と闇の能力者
- MEGALODON ザ・メガロドン（チェン）
- モンスター・フェスティバル（アシュリー）
- 黄泉がえる復讐（ロベルタ）
- ラスト/ナイト（アナ）
- リグレッション（クーパー）
- リミット・オブ・アサシン（アダム、ケイト）
- レッド・ハンター（メレーナ、ビアトリス）

#### ドラマ
- アレンジメント ハリウッドに潜む闇 シーズン1、2（リズベス、アメリア 他）
- エレメンタリー ホームズ&ワトソン in NY シーズン6（マギー・フォルツ 他）
- シー・ハルク:ザ・アトーニー

#### アニメ
- インクレディブル・ファミリー（女性リポーター 他）

### ボイスオーバー
- ザ・プレーヤーズ・チャンピオンシップ オフィシャルフィルム2012〜2016（アマンダ・ウェンドルフ 他）
- 林先生が驚く初耳学
- レニングラード 女神が奏でた交響曲」（エレーナ、オリガ）
- ローマ街道（番組レギュラー）

### ナレーション
- アステラス製薬「睡眠導入剤マイスリー」VP
- サキドリ調査兵団〜進撃の巨人展 大阪来襲SP〜番組ナレーション
- 筑波大学教材用VTR「消防中級研究教材」
- 複合美容機器「アキュライズ」VP
- 複合美容機器「ルネッサンスルナ」VP

### テレビ番組
- スーパーJチャンネル 追跡、真実の行方（再現VTR出演）

### 舞台
- 風を紡ぐ者
- 煙が目にしみる
- 殺戮ゲーム・2011
- 椿姫
- ディナーショー 伯爵夫人の相続人
- ネイティブ
- パパ、アイ・ラブ・ユー
- 間違いの喜劇